# Epilobium thermophilum
Epilobium thermophilum là một loài thực vật có hoa trong họ Anh thảo chiều. Loài này được Paulsen mô tả khoa học đầu tiên năm 1906.